# TripleS
TripleS (koreanisch 트리플에스; stilisiert tripleS) ist eine südkoreanische Girlgroup der fünften K-Pop-Generation, die von MODHAUS gegründet wurde. Die Gruppe wurde der Öffentlichkeit durch ein Pre-Debüt-Projekt vorgestellt, das im Mai 2022 stattfand. Der offizielle Fanclub-Name lautet WAV.

## Geschichte

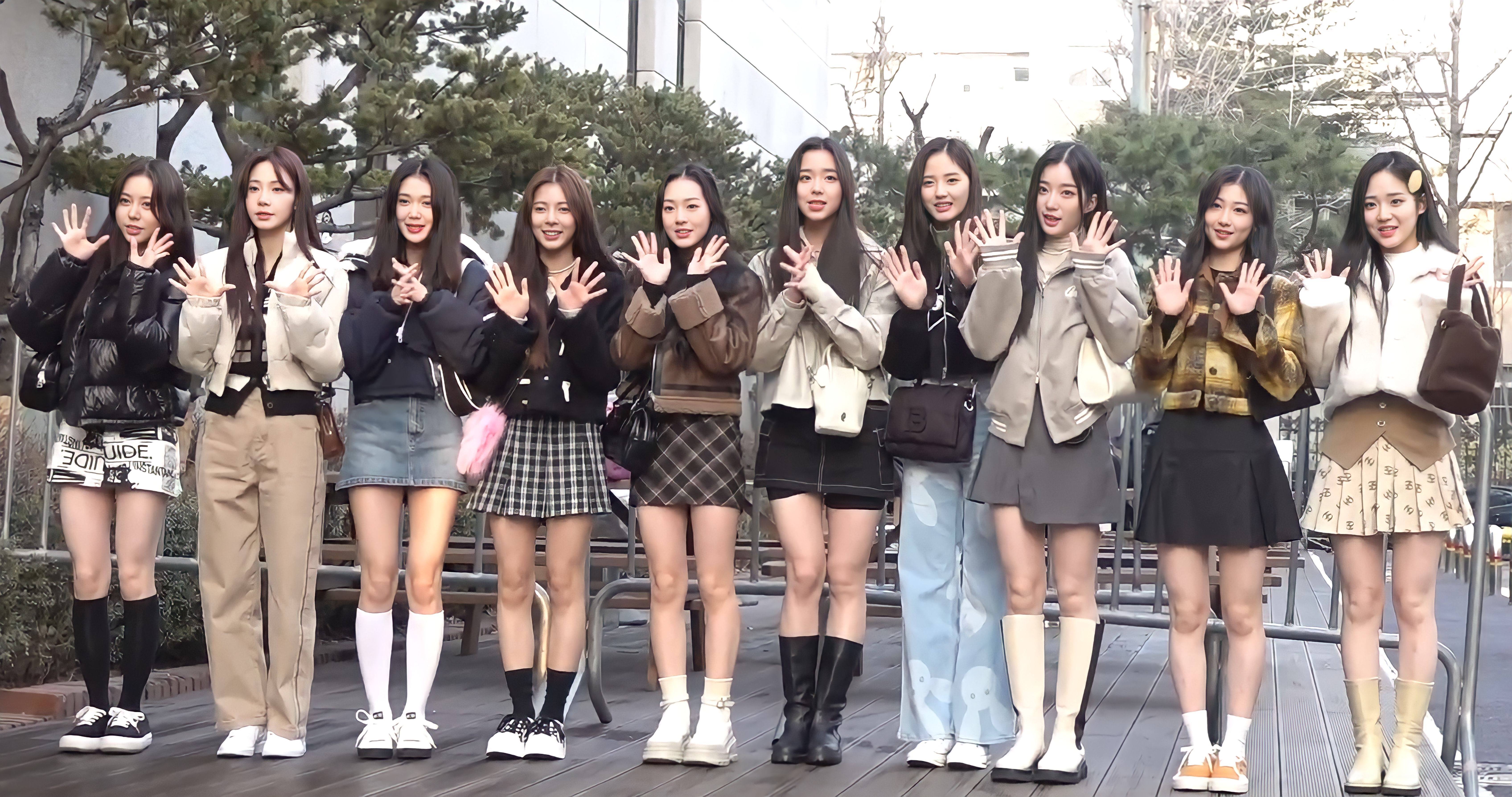
TripleS im Februar 2023

Die drei S (TripleS) stehen für „Social, Sonyo, Seoul“. Viele Mitglieder waren bereits vor ihrem Eintritt bei MODHAUS in der Unterhaltungsbranche tätig. Jeong Hye-rin war eine Kinderschauspielerin bei Kids Planet und gab 2018 ihr Schauspieldebüt in der Serie „Between Us“.
Die ersten Mitglieder wurden alle zwei Wochen zwischen Mai 2022 und September 2022 bekannt gegeben. Am 12. Juli 2022 wurde bekannt gegeben, dass TripleS mit GS25 zusammenarbeiten werde. GS25 verkaufte in der zweiten Hälfte des Jahres 2022 TripleS-Kollaborationsset-Produkte und Offline-Fotokarten. Am 13. Februar 2023 veröffentlichten alle angekündigten Mitglieder mit Ausnahme von Kotone und Yeon-ji die Debüt-EP „Assemble“ von TripleS mit dem Titeltrack „Rising“.

## Mitglieder
| Name          | Geburtsname                 | Geburtstag (Alter)     | Geburtsort    | Position               |
| ------------- | --------------------------- | ---------------------- | ------------- | ---------------------- |
| YooYeon 유연  | Kim Yoo-yeon 김유연         | 9. Februar 2001 (24)   | Seocho        | Team leader Vocal      |
| Mayu 마유     | Kōma Mayu 髙麗 真友         | 12. Mai 2002 (23)      | Tomioka       | Vocal, Dance           |
| Xinyu 신위    | Zhōu Xīn Yǔ 周心语          | 25. Mai 2002 (23)      | Peking        | Vocal, Dance           |
| NaKyoung 나경 | Kim Jun-seo a 김준서        | 13. Oktober 2002 (22)  | Ulsan         | Vocal, Dance, Rap      |
| SoHyun 소현   | Park So-hyun 박소현         | 13. Oktober 2002 (22)  | Songpa-gu     | Vocal, Dance, Rap      |
| DaHyun 다현   | Seo Da-hyun 서다현          | 8. Januar 2003 (22)    | Suyeong-gu    | Main Vocal             |
| Nien 니엔     | Hsü Nien-tz’u 許念慈        | 2. Juni 2003 (22)      | Taipeh        | Rap                    |
| SeoYeon 서연  | Yoon Seo-yeon 윤서연        | 6. August 2003 (21)    | Daejeon       | Vocal                  |
| JiYeon 지연   | Ji Suh-yeon 지서연          | 13. Februar 2004 (21)  | Korea Sud     | Dance                  |
| Kotone 코토네 | Kamimoto Kotone 嘉味元 琴音 | 10. März 2004 (21)     | Tokio         | Main Dance, Rap        |
| ChaeYeon 채연 | Kim Chae-yeon 김채연        | 4. Dezember 2004 (20)  | Gangbuk       | Vocal                  |
| YuBin 유빈    | Gong Yu-bin 공유빈          | 3. Februar 2005 (20)   | Yongin        | Vocal, Main Dance      |
| JiWoo 지우    | Lee Ji-woo 이지우           | 24. Oktober 2005 (19)  | Gyeongsang-do | Main Vocal             |
| Kaede 카에데  | Yamada Kaede 山田楓         | 20. Dezember 2005 (19) | Toyama        | Vocal, Main Dance, Rap |
| ShiOn 시온    | Park Shi-on 박시온          | 3. April 2006 (19)     | Daejeon       | Main Vocal             |
| Lynn 린       | Kawakami Lynn 川上凜        | 12. April 2006 (19)    | Tokio         | Main Dance             |
| Sullin 설린   | Pirada Bunraksa พิรดา บุญรักษา | 30. November 2006 (18) | Bangkok       | Vocal                  |
| HyeRin 혜린   | Jeong Hye-rin 정혜린        | 12. April 2007 (18)    | Suseong-gu    | Main Dance             |
| ChaeWon 채원  | Kim Chae-won 김채원         | 2. Mai 2007 (18)       | Incheon       | Vocal                  |
| HaYeon 하연   | Jeong Ha-yeon 정하연        | 1. August 2007 (17)    | Anyang        | Vocal, Dance           |
| SooMin 수민   | Kim Soo-min 김수민          | 3. Oktober 2007 (17)   | Daegu         | Vocal                  |
| YeonJi 연지   | Kwak Yeon-ji 곽연지         | 8. Januar 2008 (17)    | Gwangju       | Vocal, Dance           |
| JooBin 주빈   | Joo Bin 주빈                | 16. Januar 2009 (16)   | Siheung       | Vocal                  |
| SeoAh 서아    | Jeong Hae-rin 정해린        | 11. Juni 2010 (15)     | Gwangju       | Vocal                  |

### Untergruppen

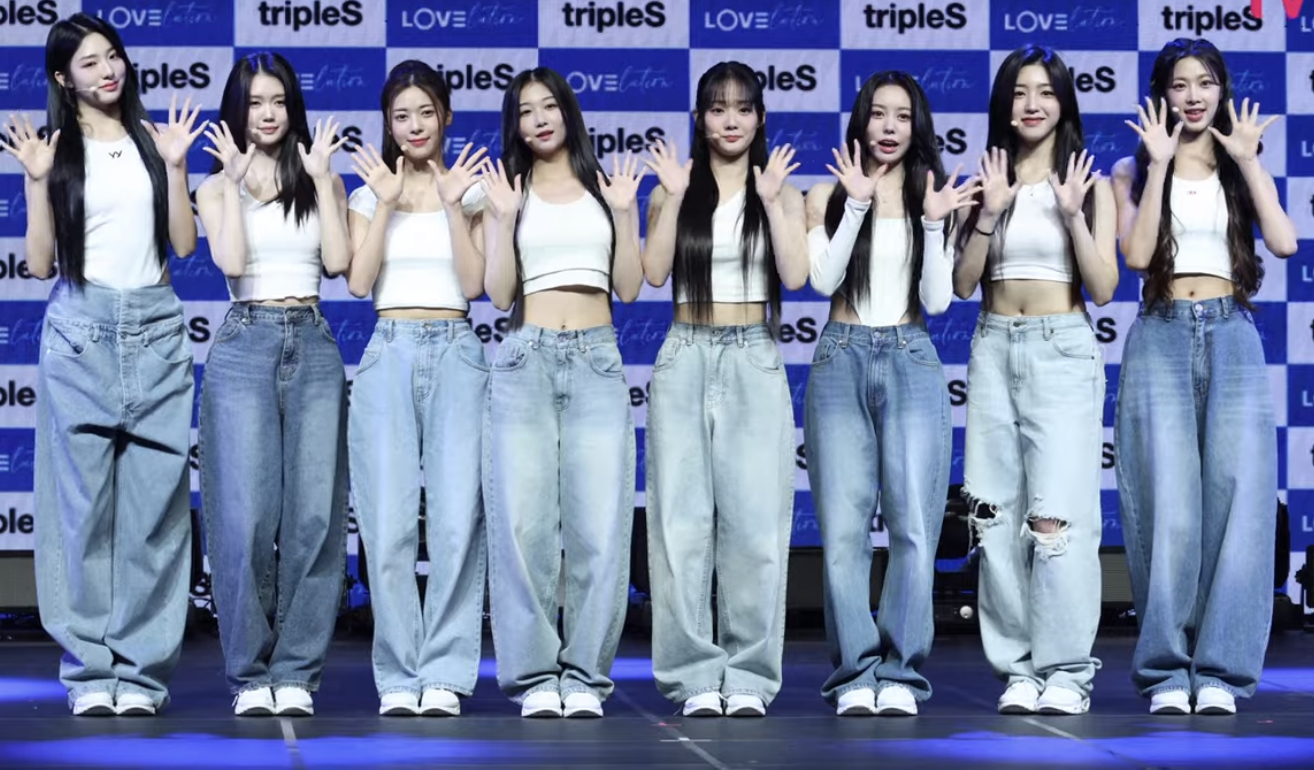
LOVElution im August 2023

- Acid Angel from Asia (Debüt: 28. Oktober 2022): YooYeon, NaKyoung, YuBin, HyeRin[7]
- +(KR)ystal Eyes (Debüt: 4. Mai 2023): SeoYeon, ChaeYeon, JiWoo, SooMin[7]
- Acid Eyes (Debüt: 6. Juni 2023): YooYeon, NaKyoung, SeoYeon, ChaeYeon, YuBin, JiWoo, HyeRin, SooMin[8]
- LOVElution (Debüt 17. August 2023): Xinyu, SoHyun, DaHyun, Nien, SeoYeon, YuBin, Kaede, HyeRin[9]
- EVOLution (Debüt: 11. Oktober 2023): YooYeon, Mayu, NaKyoung, Kotone, ChaeYeon, JiWoo, SooMin, YeonJi[9]
- NXT (Debüt: 23. Dezember 2023): ShiOn, Lynn, HaYeon, YooBin[10]
- Aria (Debüt: 15. Januar 2024): DaHyun, Nien, ChaeYeon, JiWoo, Kaede[11]
- Glow (Debüt: 21. Juni 2024): JiYeon, Sullin, ChaeWon, SeoAh[12]
- Vision@ry Vision (Debüt: 23. Oktober 2024): YooYeon, Xinyu, NaKyoung, SoHyun, Nien, JiYeon, Kotone, YuBin, Kaede, Lynn, HyeRin, YeonJi[13]

## Diskografie

### Studioalben
| Jahr                 | Titel Musiklabel                        | Höchstplatzierung, Gesamtwochen, AuszeichnungChartsChartplatzierungen (Jahr, Titel, Musiklabel, Platzierungen, Wochen, Auszeichnungen, Anmerkungen) | Anmerkungen                            |
| Jahr                 | Titel Musiklabel                        | KR | Anmerkungen                            |
| -------------------- | --------------------------------------- | --- | -------------------------------------- |
| als TripleS          |                                         | |                                        |
|                      |                                         | |                                        |
| 2024                 | Assemble24 ModHaus, Kakao, The Orchard  | KR3 (15 Wo.)KR | Erstveröffentlichung: 8. Mai 2024      |
| 2025                 | Assemble25 ModHaus, Kakao, The Orchard  | KR3 Platin (Cosmo) · (… Wo.)KR | Erstveröffentlichung: 12. Mai 2025     |
| als Visionary Vision |                                         | |                                        |
|                      |                                         | |                                        |
| 2024                 | Performante ModHaus, Kakao, The Orchard | KR3 Platin · (5 Wo.)KR | Erstveröffentlichung: 23. Oktober 2024 |

### Kompilationen
| Jahr | Titel Musiklabel                                    | Höchstplatzierung, Gesamtwochen, AuszeichnungChartsChartplatzierungen (Jahr, Titel, Musiklabel, Platzierungen, Wochen, Auszeichnungen, Anmerkungen) | Anmerkungen                           |
| Jahr | Titel Musiklabel                                    | KR | Anmerkungen                           |
| ---- | --------------------------------------------------- | --- | ------------------------------------- |
| 2024 | 4study4work4inst Vol.1 ModHaus, Kakao Entertainment | — | Erstveröffentlichung: 2. Februar 2024 |
| 2025 | 4study4work4inst Vol.2 ModHaus, Kakao Entertainment | — | Erstveröffentlichung: 2. Februar 2025 |

### EPs
| Jahr                     | Titel Musiklabel                       | Höchstplatzierung, Gesamtwochen, AuszeichnungChartsChartplatzierungen (Jahr, Titel, Musiklabel, Platzierungen, Wochen, Auszeichnungen, Anmerkungen) | Anmerkungen                            |
| Jahr                     | Titel Musiklabel                       | KR | Anmerkungen                            |
| ------------------------ | -------------------------------------- | --- | -------------------------------------- |
| als Acid Angel from Asia |                                        | |                                        |
|                          |                                        | |                                        |
| 2022                     | Access ModHaus, Kakao Entertainment    | KR9 (5 Wo.)KR | Erstveröffentlichung: 28. Oktober 2022 |
| als TripleS              |                                        | |                                        |
|                          |                                        | |                                        |
| 2023                     | Assemble ModHaus, Kakao Entertainment  | KR10 (5 Wo.)KR | Erstveröffentlichung: 13. Februar 2023 |
| als +(KR)ystal Eyes      |                                        | |                                        |
|                          |                                        | |                                        |
| 2023                     | Aesthetic ModHaus, Kakao Entertainment | KR8 (3 Wo.)KR | Erstveröffentlichung: 4. Mai 2023      |
| als LOVElution           |                                        | |                                        |
|                          |                                        | |                                        |
| 2023                     | ↀ ModHaus, Kakao Entertainment         | KR14 (4 Wo.)KR | Erstveröffentlichung: 17. August 2023  |
| als EVOLution            |                                        | |                                        |
|                          |                                        | |                                        |
| 2023                     | ⟡ ModHaus, Kakao Entertainment         | KR12 (4 Wo.)KR | Erstveröffentlichung: 11. Oktober 2023 |

### Single-Alben
| Jahr          | Titel Musiklabel                                  | Höchstplatzierung, Gesamtwochen, AuszeichnungChartsChartplatzierungen (Jahr, Titel, Musiklabel, Platzierungen, Wochen, Auszeichnungen, Anmerkungen) | Anmerkungen                           |
| Jahr          | Titel Musiklabel                                  | KR | Anmerkungen                           |
| ------------- | ------------------------------------------------- | --- | ------------------------------------- |
| als Acid Eyes |                                                   | |                                       |
|               |                                                   | |                                       |
| 2023          | Cherry Gene ModHaus, Kakao Entertainment          | — | Erstveröffentlichung: 6. Juni 2023    |
| als Aria      |                                                   | |                                       |
|               |                                                   | |                                       |
| 2024          | Structure of Sadness ModHaus, Kakao Entertainment | — | Erstveröffentlichung: 15. Januar 2024 |

### Singles
| Jahr                     | Titel Album                | Höchstplatzierung, Gesamtwochen, AuszeichnungChartsChartplatzierungen (Jahr, Titel, Album, Platzierungen, Wochen, Auszeichnungen, Anmerkungen) | Anmerkungen                            |
| Jahr                     | Titel Album                | KR | Anmerkungen                            |
| ------------------------ | -------------------------- | --- | -------------------------------------- |
| als TripleS              |                            | |                                        |
|                          |                            | |                                        |
| 2023                     | Rising Assemble            | KR110 (8 Wo.)KR | Erstveröffentlichung: 2023             |
| 2024                     | Girls Never Die Assemble24 | KR27 (26 Wo.)KR | Erstveröffentlichung: 8. Mai 2024      |
| 2024                     | ### (Hash) –               | — | Erstveröffentlichung: 2024             |
| als Acid Angel from Asia |                            | |                                        |
|                          |                            | |                                        |
| 2022                     | Generation Access          | KR194 (2 Wo.)KR | Erstveröffentlichung: 28. Oktober 2022 |

als +(KR)ystal Eyes
- 2023: Cherry Talk
- 2023: Touch+

als Acid Eyes
- 2023: Cherry Gene

als LOVElution
- 2023: Girls’ Capitalism

als EVOLution
- 2023: Invincible

als NXT
- 2023: Just Do It

als Aria
- 2024: Door

als Glow
- 2024: Inner Dance (내적 댄스)

als Visionary Vision
- 2024: Hit the Floor

als ∞! (Hatchi)
- 2024: Untitled (アンタイトル)